# Talpiot del Este

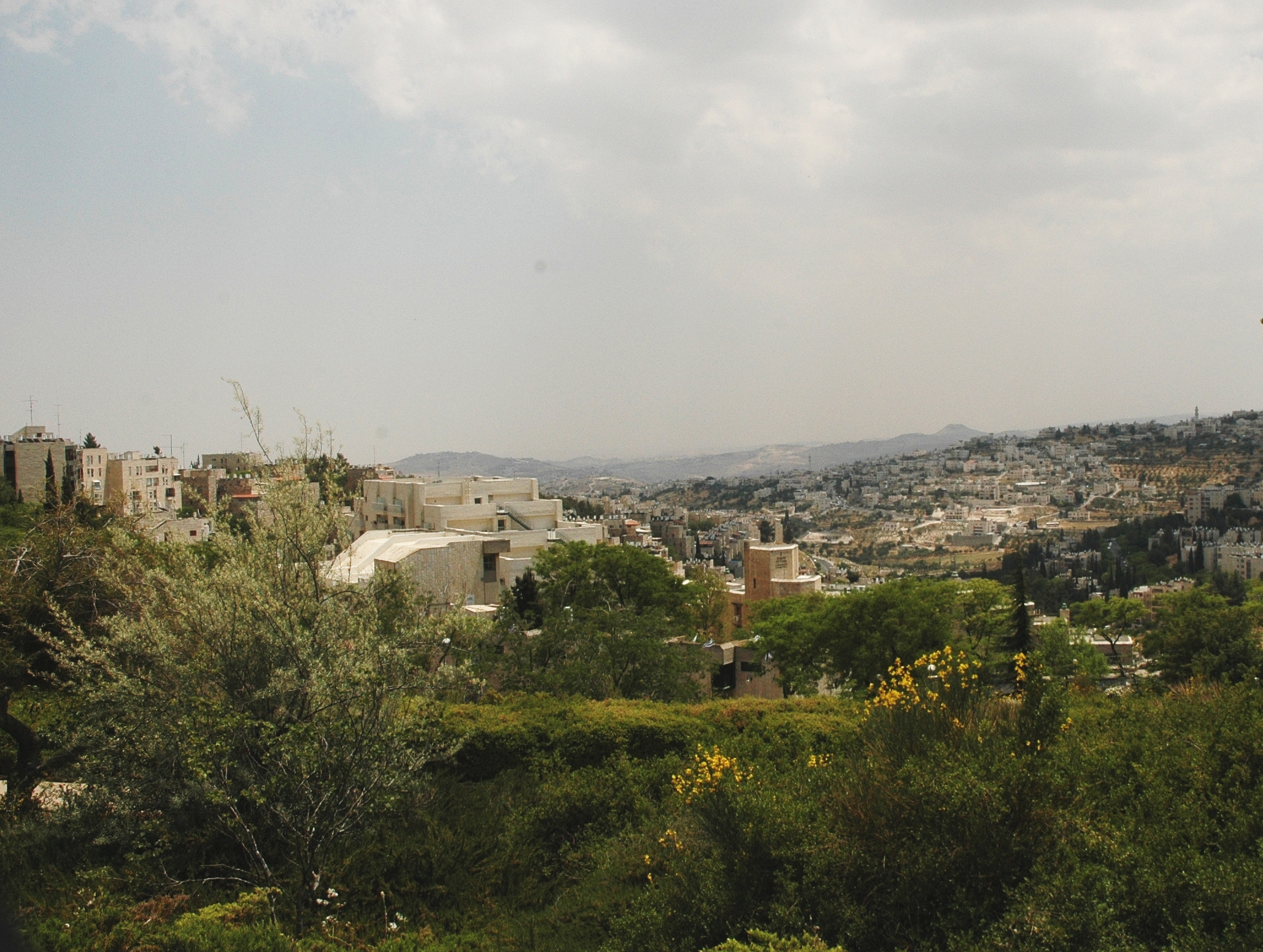
Vista parcial del Talpiot del Este.

Talpiot del Este o Armon HaNetziv es un barrio judío en el sur de Jerusalén Este, establecido por Israel en 1973 en tierras capturadas en la Guerra de los Seis Días y ocupadas desde entonces. La comunidad internacional considera que Talpiot del Este es un asentamiento israelí que es ilegal según el derecho internacional. Talpiot del Este es uno de los Barrios de circunvalación de Jerusalén Este.

## Historia

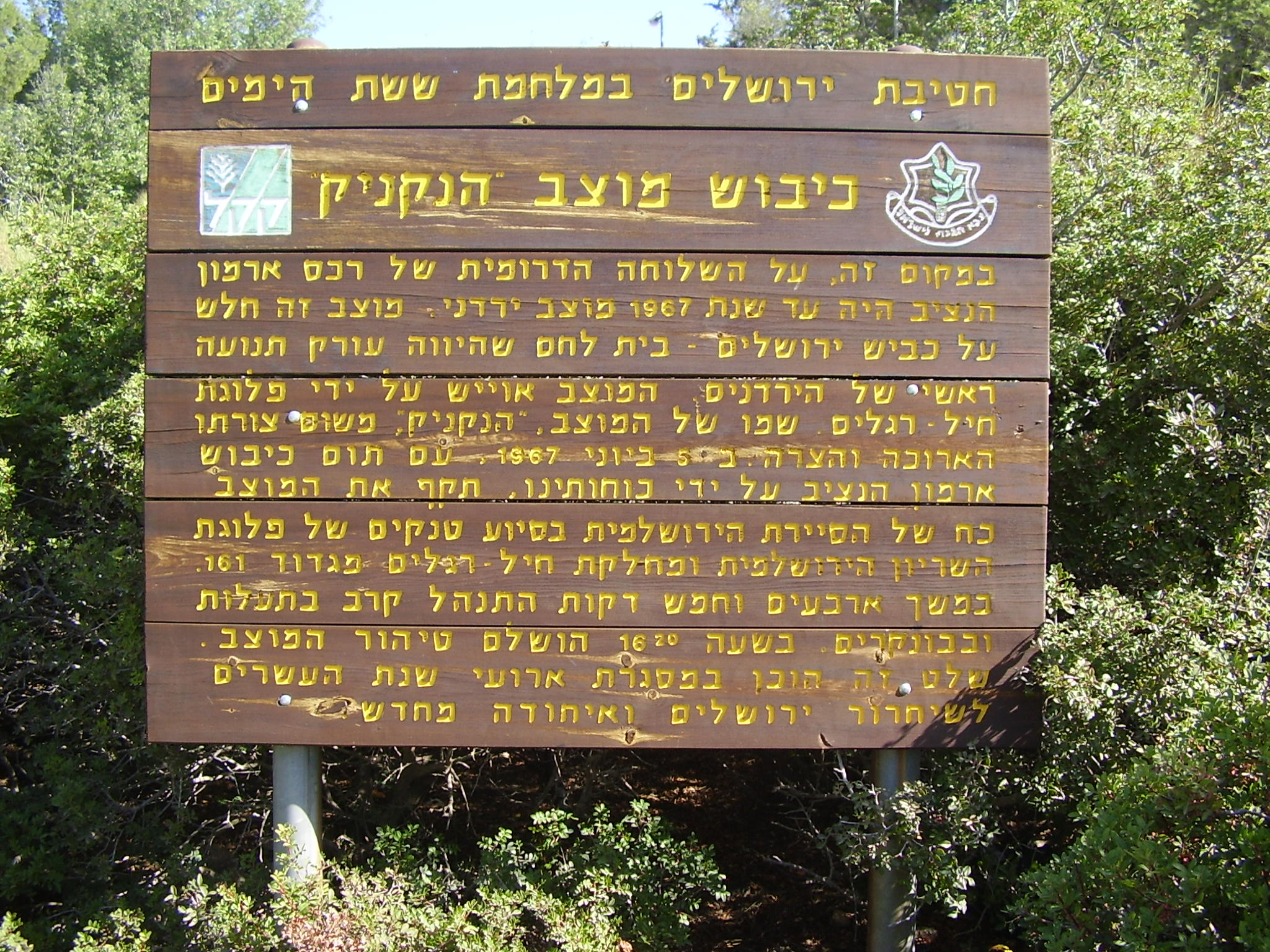
Memorial de la Guerra de los Seis Días en Talpiot del Este.

Antes de los nuevos proyectos de vivienda construidos después de 1967, el área se conocía como Armon HaNetziv (iluminado. El Palacio del Gobernador) después de la sede del Alto Comisionado británico ubicado en la cima de la colina. En 1928, Rachel Yanait Ben-Zvi, esposa del segundo presidente de Israel, Yitzhak Ben-Zvi, estableció una granja de capacitación agrícola para mujeres jóvenes, la primera de su tipo en el país, en el área del Talpiot del Este. Tanto la granja como el Arab Girls College, otro hito histórico, están destinados a la conservación. El Centro Comunitario Lili y Elejandro Shaltiel fue inaugurado en 1980.
En la Guerra de los Seis Días de 1967, Israel capturó y ocupó Jerusalén Este. Talpiot del Este se construyó como parte del Plan Maestro de Jerusalén de 1968, que preveía la creación de asentamientos judíos alrededor de Jerusalén para consolidar el control israelí sobre la región. Para su construcción, las autoridades israelíes confiscaron 1.343 dunams (134,3 hectáreas) de la superficie municipal de Sur Baher, un barrio palestino de Jerusalén. Talpiot del Este está situado en el sur de Jerusalén Este, entre las localidades palestinas de Sur Baher y Sawaher.
Beit Canadá, un centro de acogida para nuevos inmigrantes, se encuentra en Talpiot del Este. Casi todas las calles de Talpiot del Este toman sus nombres de los de Olei Hagardom, miembros de Irgun y Lehi ahorcados por los británicos.

## Demografía

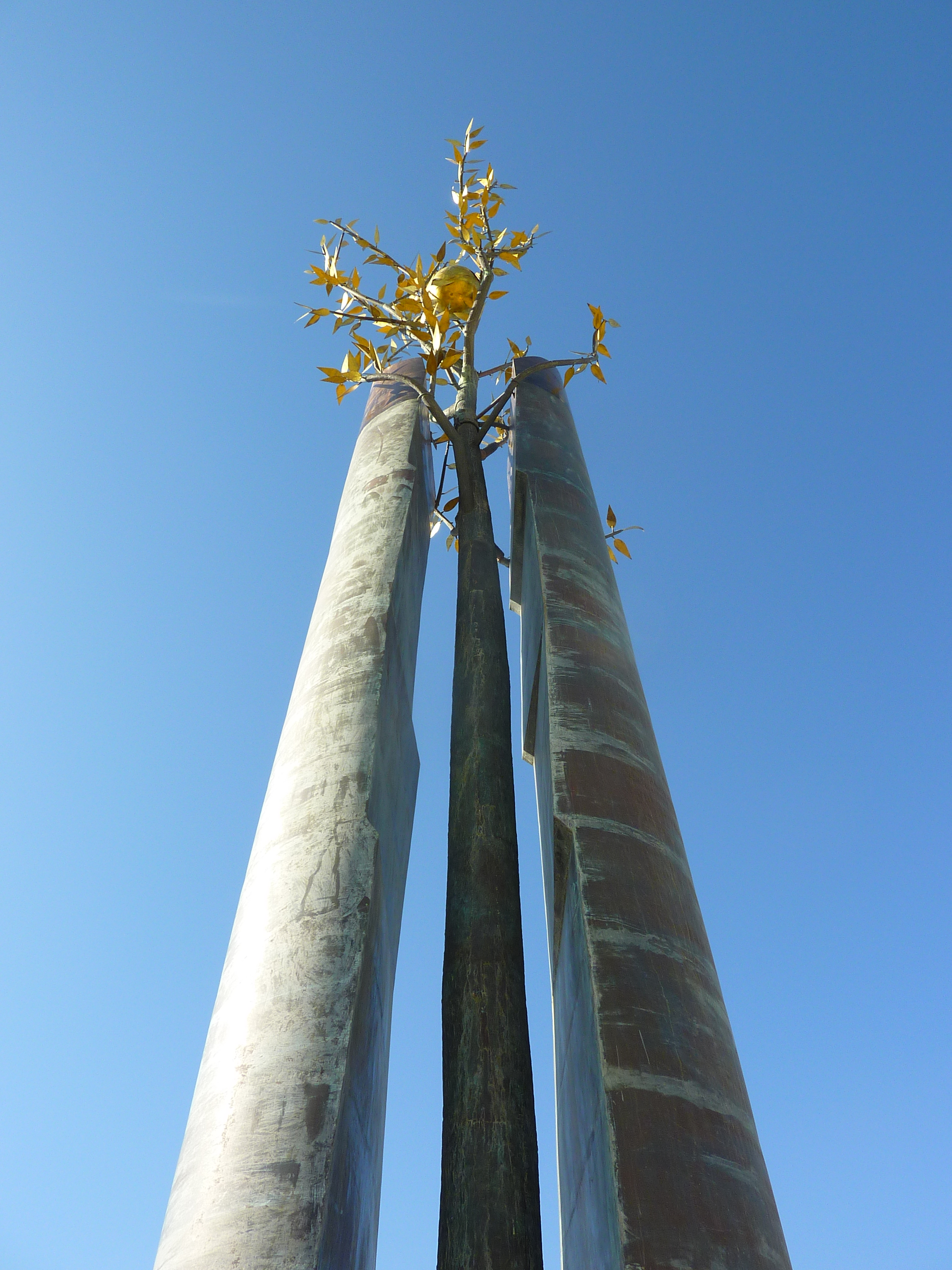
Monumento a la tolerancia.

En 2006, unas 15.000 personas vivían en el Talpiot del Este. Principalmente poblada por parejas jóvenes cuando se estableció por primera vez, el vecindario ahora está envejeciendo. En su mayor parte, Talpiot del Este es un barrio secular, con solo 15 sinagogas.[cita requerida]

## Hallazgos arqueológicos
Una excavación ha hallado restos de un significativo estado real de la segunda mitad del siglo VII a. C. que los arqueólogos consideran como indicativo de un notable desarrollo administrativo por parte del Reino de Judá durante ese siglo. También se descubrió un antiguo acueducto que llevaba agua al Monte del Templo desde manantiales ubicados fuera de Jerusalén en Talpiot del Este. Esta planta hidráulica, una hazaña de ingeniería altamente sofisticada, continuó funcionando durante más de dos mil años.

## Conflicto árabe-israelí
El 8 de enero de 2017, 4 soldados israelíes murieron en el ataque de camión de Jerusalén de 2017 que tuvo lugar en la Explanada de Armon Hanatziv.

## Estatus bajo el derecho internacional
La comunidad internacional considera que los asentamientos israelíes en Jerusalén Este son ilegales según el derecho internacional, violando la prohibición de la Cuarta Convención de Ginebra sobre el traslado de civiles al territorio ocupado. Sin embargo, Israel niega que Jerusalén Oriental sea un territorio ocupado y, en cambio, considera que está anexada a su territorio como parte del municipio de Jerusalén. Esa anexión no se reconoce internacionalmente y Jerusalén Oriental se considera territorio ocupado por la comunidad internacional. Israel no considera a Talpiot del Este u otros asentamientos judíos en Jerusalén Este como asentamientos, sino que los considera vecindarios de Jerusalén.